# Тишковець Килина Олексіївна
Кили́на Олексі́ївна Тишковець (1919, село Озеро, тепер Володимирецького району Рівненської області — 18 січня 1987, село Озеро Володимирецького району Рівненської області) — українська радянська діячка, новатор сільськогосподарського виробництва, ланкова колгоспу «Дружба» (потім — «Жовтень») Володимирецького району Рівненської області. Депутат Верховної Ради УРСР 6—8-го скликань. Герой Соціалістичної Праці (30.04.1966).

## Біографія
Народилася в бідній селянській родині. З десятирічного віку наймитувала, працювала у власному господарстві.
З 1948 року — колгоспниця, доярка колгоспу села Озеро Володимирецького району Рівненської області.
З 1950 року — ланкова льонарської ланки колгоспу «Дружба» (потім — «Жовтень») села Озеро Володимирецького району Рівненської області. Збирала високі врожаї льону. У 1962 році ланка Килини Тишковець одержала по 10 центнерів волокна і по 7,5 центнера насіння льону з гектара на площі 6 га.
Член КПРС з 1961 року.
З 1974 року — персональний пенсіонер союзного значення.

## Нагороди
- Герой Соціалістичної Праці (30.04.1966)
- два ордени Леніна (26.02.1958, 30.04.1966)
- орден Жовтневої Революції
- медалі